# 1992年夏季奧林匹克運動會游泳比賽
1992年夏季奧林匹克運動會游泳比賽於7月26日至7月31日在西班牙巴塞罗那贝尔纳特·比格尔内约游泳池進行，比賽共分31個小項。總共有來自92个國家和地區的641名運動員參加了此次比賽。

## 獎牌榜
| 排名 | 国家／地区    | 金牌 | 银牌 | 铜牌 | 總數 |
| ---- | ------------- | ---- | ---- | ---- | ---- |
| 1    | 美国（USA）   | 11   | 9    | 7    | 27   |
| 2    | 独联体（EUN） | 6    | 3    | 1    | 10   |
| 3    | 匈牙利（HUN） | 5    | 3    | 1    | 9    |
| 4    | 中国（CHN）   | 4    | 5    | 0    | 9    |
| 5    | 德国（GER）   | 1    | 3    | 7    | 11   |
| 6    | （AUS）       | 1    | 3    | 5    | 9    |
| 7    | 加拿大（CAN） | 1    | 0    | 1    | 2    |
| 8    | 西班牙（ESP） | 1    | 0    | 0    | 1    |
| 8    | 日本（JPN）   | 1    | 0    | 0    | 1    |
| 10   | 瑞典（SWE）   | 0    | 2    | 1    | 3    |
| 11   | 巴西（BRA）   | 0    | 1    | 0    | 1    |
| 11   | 新西兰（NZL） | 0    | 1    | 0    | 1    |
| 11   | 波兰（POL）   | 0    | 1    | 0    | 1    |
| 14   | 法国（FRA）   | 0    | 0    | 3    | 3    |
| 15   | 意大利（ITA） | 0    | 0    | 2    | 2    |
| 16   | 芬兰（FIN）   | 0    | 0    | 1    | 1    |
| 16   | 英国（GBR）   | 0    | 0    | 1    | 1    |
| 16   | 苏里南（SUR） | 0    | 0    | 1    | 1    |

## 各項成績

### 男子
| 项目              | 金牌 | 金牌          | 银牌 | 银牌     | 铜牌 | 铜牌     |
| 50米自由式        | 亚历山大·波波夫 · 独联体（EUN） | 21.91 (OR)    | 馬特·比昂迪 · 美国（USA） | 22.09    | 汤姆·耶格 · 美国（USA）                                                                                              | 22.30    |
| 100米自由式       | 亚历山大·波波夫 · 独联体（EUN） | 49.02         | 古斯塔沃·博尔赫斯 · 巴西（BRA） | 49.43    | 斯特凡·卡龙 · 法国（FRA）                                                                                            | 49.50    |
| 200米自由式       | 叶夫根尼·萨多夫伊 · 独联体（EUN） | 1:46.70 (OR)  | 安德斯·霍尔默茨 · 瑞典（SWE） | 1:46.86  | 安蒂·卡斯维奥 · 芬兰（FIN）                                                                                          | 1:47.63  |
| 400米自由式       | 叶夫根尼·萨多夫伊 · 独联体（EUN） | 3:45.00 (WR)  | 基伦·珀金斯 · （AUS） | 3:45.16  | 安德斯·霍尔默茨 · 瑞典（SWE）                                                                                        | 3:46.77  |
| 1500米自由式      | 基伦·珀金斯 · （AUS） | 14:43.48 (WR) | 格伦·豪斯曼 · （AUS） | 14:55.29 | 约尔格·霍夫曼 · 德国（GER）                                                                                          | 15:02.29 |
| 100米仰式         | 马克·图克斯伯里 · 加拿大（CAN） | 53.98 (OR)    | 杰夫·劳斯 · 美国（USA） | 54.04    | 戴维·伯科夫 · 美国（USA）                                                                                            | 54.78    |
| 200米仰式         | 马丁·洛佩斯-苏韦罗 · 西班牙（ESP） | 1:58.47 (OR)  | 弗拉基米尔·谢尔科夫 · 独联体（EUN） | 1:58.87  | 斯特凡诺·巴蒂斯泰利 · 意大利（ITA）                                                                                  | 1:59.40  |
| 100米蛙式         | 纳尔逊·迪贝尔 · 美国（USA） | 1:01.50 (OR)  | 罗饶·诺贝特 · 匈牙利（HUN） | 1:01.68  | 菲尔·罗杰斯 · （AUS）                                                                                                | 1:01.76  |
| 200米蛙式         | 迈克·巴罗曼 · 美国（USA） | 2:10.16 (WR)  | 罗饶·诺贝特 · 匈牙利（HUN） | 2:11.23  | 尼克·吉林厄姆 · 英国（GBR）                                                                                          | 2:11.29  |
| 100米蝶式         | 巴勃罗·莫拉莱斯 · 美国（USA） | 53.32         | 拉法乌·舒卡瓦 · 波兰（POL） | 53.35    | 安东尼·内斯蒂 · 苏里南（SUR）                                                                                        | 53.41    |
| 200米蝶式         | 梅尔文·斯图尔特 · 美国（USA） | 1:56.26 (OR)  | 达尼恩·洛德 · 新西兰（NZL） | 1:57.93  | 弗兰克·埃斯波西托 · 法国（FRA）                                                                                      | 1:58.51  |
| 200米混合式       | 道尔尼·陶马什 · 匈牙利（HUN） | 2:00.76       | 格雷格·伯吉斯 · 美国（USA） | 2:00.97  | 采奈·奥蒂洛 · 匈牙利（HUN）                                                                                          | 2:01.00  |
| 400米混合式       | 道尔尼·陶马什 · 匈牙利（HUN） | 4:14.23 (OR)  | 埃里克·纳梅斯尼克 · 美国（USA） | 4:15.57  | 卢卡·萨基 · 意大利（ITA）                                                                                            | 4:16.34  |
| 4×100米自由式接力 | 美国（USA） · 乔·赫德波尔 · 馬特·比昂迪 · 汤姆·耶格 · 乔恩·奥尔森 · 肖恩·乔丹* · 乔尔·托马斯*                                           | 3:16.74       | 独联体（EUN） · Pavlo Khnykin · Gennadiy Prigoda · 尤里·巴斯卡托夫 · 亚历山大·波波夫 · 弗拉基米尔·佩什伦科* · 韦尼阿明·塔彦诺维奇*             | 3:17.56  | 德国（GER） · 迪尔克·里希特 · 克里斯蒂安·特勒格尔 · 斯特芬·策斯纳 · 马克·平格 · 安德烈亚斯·希加特* · Bengt Zikarsky* | 3:17.90  |
| 4×200米自由式接力 | 独联体（EUN） · 德米崔·莱比科夫 · 弗拉基米尔·佩什伦科 · 韦尼阿明·塔彦诺维奇 · 叶夫根尼·萨多夫伊 · Aleksey Kudryavtsev* · Yury Mukhin*   | 7:11.95       | 瑞典（SWE） · 克里斯特·瓦林 · 安德斯·霍尔默茨 · 汤米·维尔纳 · 拉尔斯·弗勒兰德                                                                  | 7:15.51  | 美国（USA） · 乔·赫德波尔 · 梅尔文·斯图尔特 · 乔恩·奥尔森 · 道格·杰尔森 · Scott Jaffe* · Dan Jorgensen*              | 7:16.23  |
| 4×100米混合式接力 | 美国（USA） · 杰夫·劳斯 · 纳尔逊·迪贝尔 · 巴勃罗·莫拉莱斯 · 乔恩·奥尔森 · 戴维·伯科夫* · 汉斯·德尔施* · 梅尔文·斯图尔特* · 馬特·比昂迪* | 3:36.93       | 独联体（EUN） · Vladimir Selkov · Vasili Ivanov · Pavlo Khnykin · 亚历山大·波波夫 · 弗拉基米尔·佩什伦科* · Vladislav Kulikov* · Dmitri Volkov* | 3:38.56  | 加拿大（CAN） · 马克·图克斯伯里 · 乔纳森·克利夫兰 · Marcel Gery · 斯蒂芬·克拉克 · 汤姆·庞廷*                         | 3:39.66  |

WR = 世界紀錄

OR = 奧運紀錄

*僅參加了預賽但仍拿到獎牌的接力比賽選手。

### 女子
| 项目              | 金牌 | 金牌         | 银牌 | 银牌    | 铜牌 | 铜牌    |
| 50米自由式        | 楊文意 · 中国（CHN） | 24.79 (WR)   | 莊泳 · 中国（CHN） | 25.08   | 安杰尔·马蒂诺 · 美国（USA）                                                                                                   | 25.23   |
| 100米自由式       | 莊泳 · 中国（CHN） | 54.64 (OR)   | 珍妮·汤普森 · 美国（USA） | 54.84   | 弗兰齐斯卡·范阿尔姆齐克 · 德国（GER）                                                                                         | 54.94   |
| 200米自由式       | 妮科尔·海斯利特 · 美国（USA） | 1:57.90      | 弗兰齐斯卡·范阿尔姆齐克 · 德国（GER） | 1:58.00 | 克斯廷·基尔加斯 · 德国（GER）                                                                                                 | 1:59.67 |
| 400米自由式       | 达格玛·哈泽 · 德国（GER） | 4:07.18      | 珍妮特·埃文斯 · 美国（USA） | 4:07.37 | 海莉·刘易斯 · （AUS） | 4:11.22 |
| 800米自由式       | 珍妮特·埃文斯 · 美国（USA） | 8:25.52      | 海莉·刘易斯 · （AUS） | 8:30.34 | 雅娜·亨克 · 德国（GER） | 8:30.99 |
| 100米仰式         | 埃盖尔赛吉·克里斯蒂娜 · 匈牙利（HUN） | 1:00.68 (OR) | 绍博·廷代 · 匈牙利（HUN） | 1:01.14 | 莉·洛夫莱斯 · 美国（USA） | 1:01.43 |
| 200米仰式         | 埃盖尔赛吉·克里斯蒂娜 · 匈牙利（HUN） | 2:07.06 (OR) | 达格玛·哈泽 · 德国（GER） | 2:09.46 | 妮科尔·史蒂文森 · （AUS） | 2:10.20 |
| 100米蛙式         | 叶蕾娜·鲁德科夫斯卡娅 · 独联体（EUN） | 1:08.00      | 安妮塔·诺尔 · 美国（USA） | 1:08.17 | 萨曼莎·赖利 · （AUS） | 1:09.25 |
| 200米蛙式         | 岩崎恭子 · 日本（JPN） | 2:26.65 (OR) | 林莉 · 中国（CHN） | 2:26.85 | 安妮塔·诺尔 · 美国（USA） | 2:26.88 |
| 100米蝶式         | 钱红 · 中国（CHN） | 58.62 (OR)   | 克丽茜·阿曼-莱顿 · 美国（USA） | 58.74   | 卡特琳·普莱温斯基 · 法国（FRA）                                                                                               | 59.01   |
| 200米蝶式         | 萨默·桑德斯 · 美国（USA） | 2:08.67      | 王晓红 · 中国（CHN） | 2:09.01 | 苏茜·奥尼尔 · （AUS） | 2:09.03 |
| 200米混合式       | 林莉 · 中国（CHN） | 2:11.65 (WR) | 萨默·桑德斯 · 美国（USA） | 2:11.91 | 丹妮拉·洪格尔 · 德国（GER）                                                                                                   | 2:13.92 |
| 400米混合式       | 埃盖尔赛吉·克里斯蒂娜 · 匈牙利（HUN） | 4:36.54      | 林莉 · 中国（CHN） | 4:36.73 | 萨默·桑德斯 · 美国（USA） | 4:37.58 |
| 4×100米自由式接力 | 美国（USA） · 妮科尔·海斯利特 · 安杰尔·马蒂诺 · 珍妮·汤普森 · 达拉·托里斯 · 阿什莉·塔平* · 克丽茜·阿曼-莱顿*                                 | 3:39.46      | 中国（CHN） · 乐靖宜 · 吕彬 · 莊泳 · 楊文意 · 赵坤*                                                                                        | 3:40.12 | 德国（GER） · 弗兰齐斯卡·范阿尔姆齐克 · 丹妮拉·洪格尔 · Simone Osygus · 曼努埃拉·施特尔马赫 · 克斯廷·基尔加斯* · 安妮特·哈丁* | 3:41.60 |
| 4×100米混合式接力 | 美国（USA） · 克丽茜·阿曼-莱顿 · 莉·洛夫莱斯 · 安妮塔·诺尔 · 珍妮·汤普森 · 贾妮·瓦格斯塔夫* · 梅甘·克莱恩* · 萨默·桑德斯* · 妮科尔·海斯利特* | 4:02.54      | 德国（GER） · 弗兰齐斯卡·范阿尔姆齐克 · 雅娜·德里斯 · 达格玛·哈泽 · 丹妮拉·洪格尔 · 丹妮拉·布伦德尔* · Bettina Ustrowski* · Simone Osygus* | 4:05.19 | 独联体（EUN） · 尼娜·日瓦涅夫斯卡娅 · Olga Kiritchenko · Natalya Meshcheryakova · Elena Rudkovskaya · Elena Choubina*         | 4:06.44 |

WR = 世界紀錄

OR = 奧運紀錄

*僅參加了預賽但仍拿到獎牌的接力比賽選手。